# Prignac-en-Médoc
Pour les articles homonymes, voir Prignac (homonymie) et Médoc (homonymie).
Prignac-en-Médoc est une ancienne commune du Sud-Ouest de la France, dans le département de la Gironde, en région Nouvelle-Aquitaine. Depuis le 1er janvier 2019, elle est intégrée à la commune nouvelle de Blaignan-Prignac.

## Géographie

### Localisation
Commune située dans le Médoc à 2,5 km au nord de Lesparre-Médoc.
| - OpenStreetMap Limite communale. |

### Communes limitrophes
|                | Civrac-en-Médoc  |                               |
|                | Prignac-en-Médoc | Blaignan (Blaignan-Prignac)   |
| Lesparre-Médoc |                  | Ordonnac (par un quadripoint) |

## Toponymie
Le nom de la commune proviendrait de l'anthroponyme latin Prinius augmenté du suffixe locatif -ac(um).
Le nom de la commune, précédemment dénommée simplement Prignac, a reçu la terminaison -en-Médoc en 1930, ce qui permet de faire le distinguo avec la commune assez voisine de Prignac-et-Marcamps près de Bourg (Gironde) et celle de Prignac près de Matha en Charente-Maritime.
En gascon, le nom de la commune est Prinhac de Medòc.

## Histoire
À la Révolution, la paroisse Saint-Martin de Prignac forme la commune de Prignac.
Le 1er janvier 2019, elle fusionne avec Blaignan pour constituer la commune nouvelle de Blaignan-Prignac dont la création est actée par un arrêté préfectoral du 1er octobre 2018.

## Politique et administration
| Période                                  | Période  | Identité           | Étiquette | Qualité                    |
| ---------------------------------------- | -------- | ------------------ | --------- | -------------------------- |
| mars 2008                                | 2014     | Pierre Manzano     |           |                            |
| 2014                                     | En cours | Alexandre Pierrard |           | Administrateur de sociétés |
| Les données manquantes sont à compléter. |          |                    |           |                            |

## Démographie
Les habitants sont appelés les Prignacais.
| 1793 | 1800 | 1806 | 1821 | 1831 | 1836 | 1841 | 1846 | 1851 |
| ---- | ---- | ---- | ---- | ---- | ---- | ---- | ---- | ---- |
| 291  | 168  | 230  | 335  | 347  | 321  | 241  | 299  | 325  |

| 1856 | 1861 | 1866 | 1872 | 1876 | 1881 | 1886 | 1891 | 1896 |
| ---- | ---- | ---- | ---- | ---- | ---- | ---- | ---- | ---- |
| 324  | 317  | 323  | 287  | 325  | 300  | 226  | 253  | 248  |

| 1901 | 1906 | 1911 | 1921 | 1926 | 1931 | 1936 | 1946 | 1954 |
| ---- | ---- | ---- | ---- | ---- | ---- | ---- | ---- | ---- |
| 246  | 242  | 232  | 212  | 202  | 174  | 187  | 159  | 158  |

| 1962 | 1968 | 1975 | 1982 | 1990 | 1999 | 2006 | 2008 | 2013 |
| ---- | ---- | ---- | ---- | ---- | ---- | ---- | ---- | ---- |
| 146  | 141  | 148  | 167  | 169  | 162  | 210  | 224  | 210  |

| 2016 | - | - | - | - | - | - | - | - |
| ---- | - | - | - | - | - | - | - | - |
| 206  | - | - | - | - | - | - | - | - |

## Économie
Viticulture : médoc (AOC)

## Lieux et monuments
L'église Saint-Martin date du XIIe siècle. Cette église était la chapelle d'un prieuré régulier qui dépendait de l'abbaye de Chancelade en Périgord. De style roman, l’édifice est doté d’un clocheton coiffant le clocher-mur.

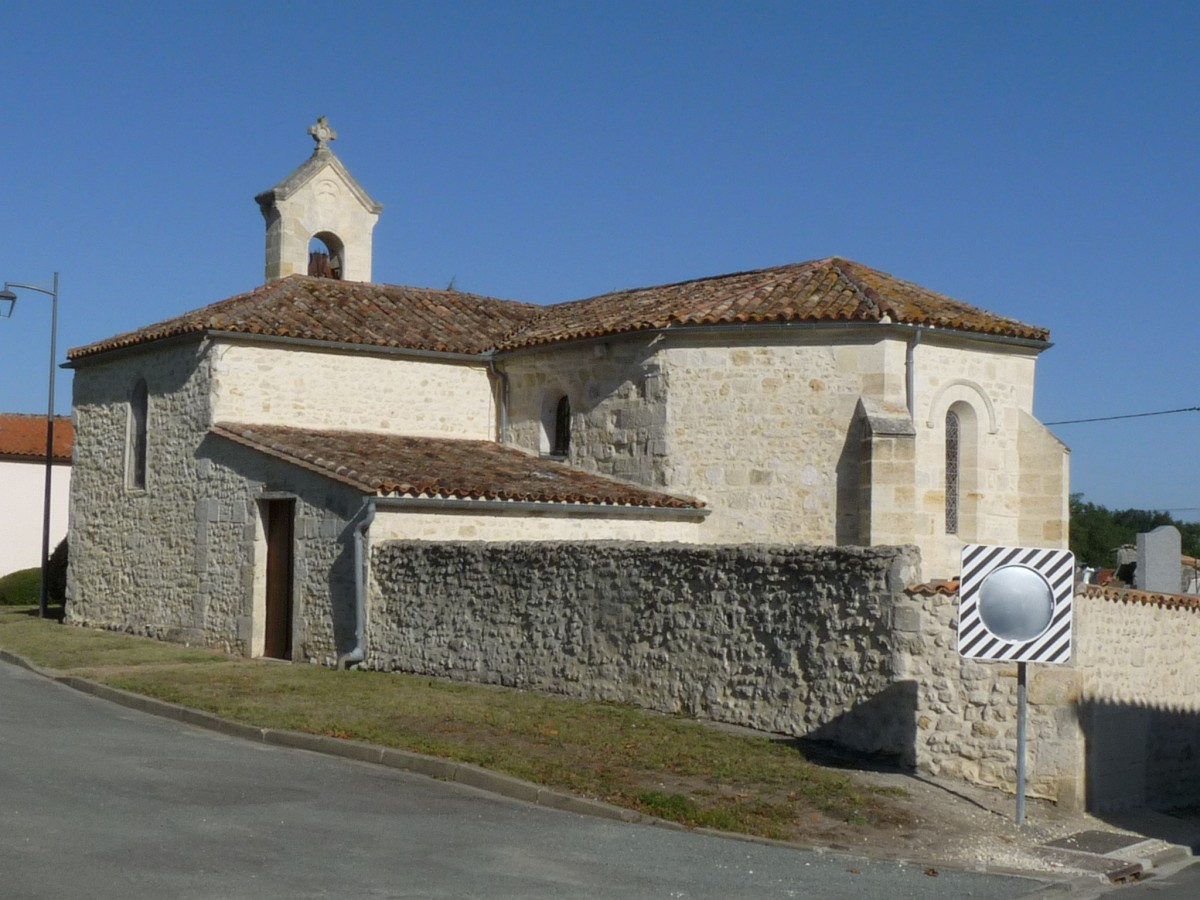
L'église Saint-Martin